# Prigonrieux
Prigonrieux là một xã của Pháp, nằm ở tỉnh Dordogne trong vùng Aquitaine của Pháp.

## Thông tin nhân khẩu
| Năm    | 1962  | 1968  | 1975  | 1982  | 1990  | 1999  | 2006  |
| ------ | ----- | ----- | ----- | ----- | ----- | ----- | ----- |
| Dân số | 1 498 | 1 728 | 2 461 | 3 093 | 3 721 | 3 956 | 3 850 |